# Associazione Scorpius-Centaurus
L'associazione Scorpius-Centaurus (chiamata talvolta con le abbreviazioni Sco-Cen) è l'associazione OB più vicina al sistema solare, composta da tre sottogruppi di stelle, chiamati Scorpione superiore, Centauro superiore-Lupo e Centauro inferiore-Croce, posti ad una distanza fra i 380 e i 470 anni luce dal Sole.
Tutti i sottogruppi hanno un'età grosso modo simile, andando dai 5 milioni di anni del gruppo Scorpione superiore ai circa 17-22 milioni degli altri due; molte delle stelle blu luminose delle costellazioni dello Scorpione, del Lupo, del Centauro e della Croce del Sud sono di fatto i membri più luminosi di questa grande associazione. Centinaia di stelle con massa pari o superiore a 15 masse solari sono state identificate come appartenenti all'associazione Sco-Cen, comprese alcune stelle (tra cui la supergigante rossa Antares, la più massiccia del gruppo dello Scorpione) al termine del loro ciclo vitale; il numero totale di stelle dell'associazione supera le 10000 unità.
I membri dell'associazione Scorpius-Centaurus hanno moti propri convergenti di circa 0,02–0,04 secondi d'arco all'anno, il che indica che le stelle hanno dei vettori di velocità più o meno paralleli, e si muovono a circa 20 km/s rispetto al Sole. La dispersione delle velocità all'interno dei sottogruppi è solo dell'ordine di 1–2 km/s, e il gruppo è probabilmente non legato da vincoli di gravità. Negli ultimi 15 milioni di anni sono esplose in questo gruppo diverse supernovae, che hanno generato un involucro di gas molto rarefatto in espansione attorno ad esso, che include la Bolla Locale. Per spiegare la presenza dell'isotopo 60Fe radioattivo, individuato nelle piane abissali oceaniche terrestri, è stato ipotizzato che una supernova, forse membro dell'associazione Sco-Cen, sia esplosa nelle vicinanze del Sole all'incirca 3 milioni di anni fa.

## Osservazione

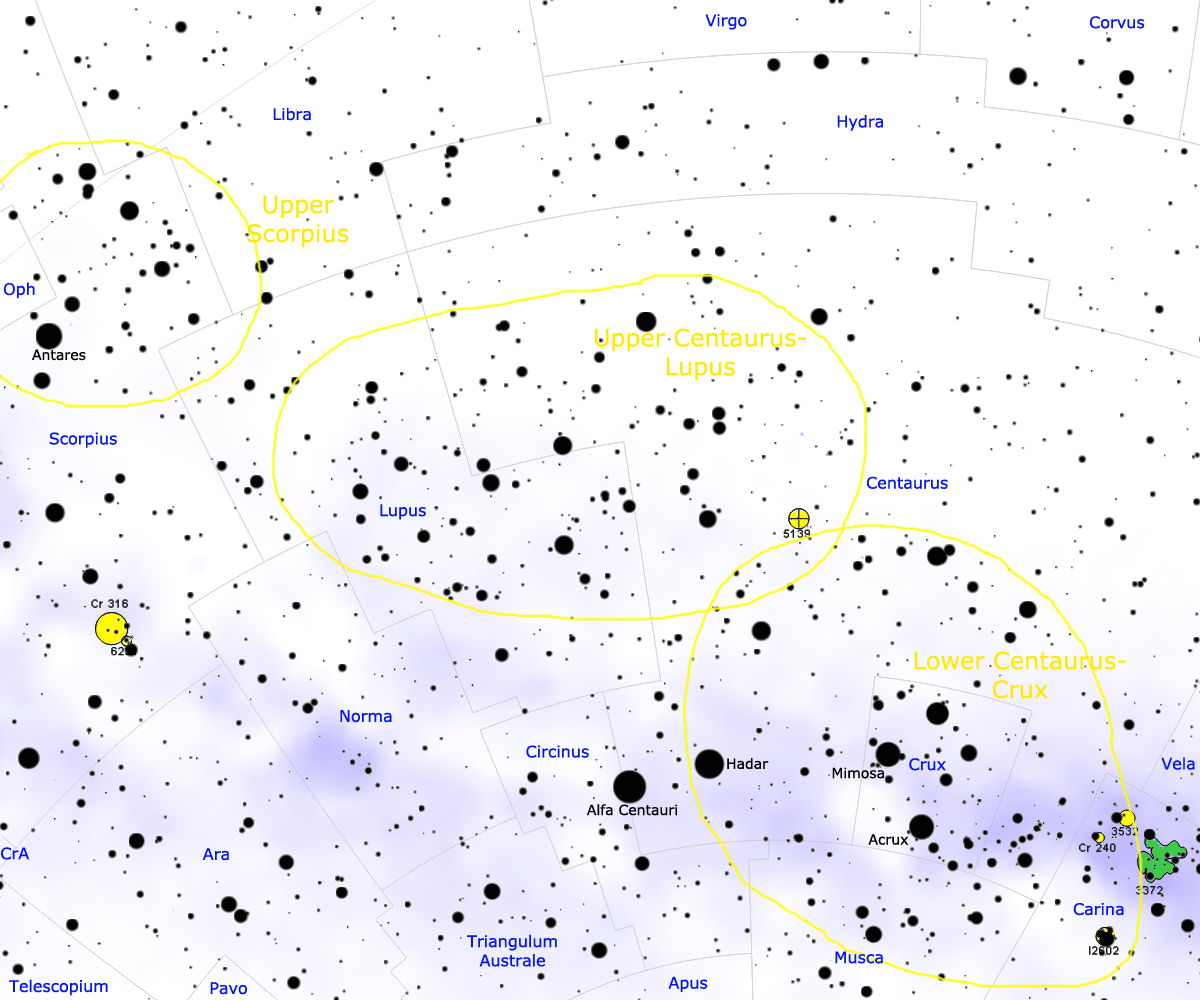
Mappa dell'Associazione Scorpius-Centaurus

L'Associazione Scorpius-Centaurus è una delle strutture galattiche più appariscenti e facilmente riconoscibili dell'intera volta celeste, nonché, in termini di dimensioni apparenti, la più estesa associazione OB visibile dalla Terra: essa si estende per oltre una cinquantina di gradi e comprende un gran numero di stelle azzurre e molto brillanti, le cui magnitudini apparenti possono raggiungere la prima grandezza, il che le rende visibili anche dai centri delle grandi città. In linea di massima si può affermare che quasi tutte le stelle brillanti che compongono le costellazioni del Lupo, della parte settentrionale dello Scorpione, del Centauro e della Croce del Sud appartengono a quest'associazione; fanno eccezione solo poche stelle, come α Centauri, γ Crucis, θ e ι Centauri, che appaiono in questa regione di cielo solo per effetto prospettico, in quanto sono poste in primo piano rispetto all'associazione. L'associazione si presenta tangente rispetto alla scia luminosa della Via Lattea, inclinata rispetto ad essa di oltre 20°.
L'Associazione Scorpius-Centaurus si trova completamente nell'emisfero celeste australe. La parte più settentrionale, coincidente con la regione di Antares, si trova ad una declinazione media di −23° ed è visibile senza eccessive difficoltà anche da gran parte dell'emisfero boreale terrestre; i segmenti centrali, coincidenti con le costellazioni del Lupo e del Centauro settentrionale, si trovano mediamente a 40°S e possono essere osservati solo a partire dalle latitudini temperate inferiori, mediterranee e subtropicali. La sezione meridionale invece si estende nella parte più meridionale del Centauro e nella Croce del Sud, fino a lambire la Mosca e terminare nella Carena, con il brillante ammasso aperto delle Pleiadi del Sud (IC 2602); questa sezione è osservabile con facilità solo a partire dalle regioni tropicali, e non a caso dall'emisfero australe si presenta circumpolare in tutta la fascia extratropicale.
A causa dell'enorme estensione sulla volta stellata, una visione totale e netta dell'associazione può avvenire solo dalle regioni dell'emisfero australe, dove il tratto di Via Lattea interessato dalla sua presenza, che coincide con quello più meridionale, si mostra alto sull'orizzonte; visioni globali sono comunque possibili anche a nord dell'equatore, nella fascia tropicale inferiore, a condizione di avere un orizzonte meridionale completamente sgombro da ostacoli. Il periodo adatto alla sua osservazione nelle ore serali coincide coi mesi compresi fra marzo e giugno; la sua presenza alta nel cielo nelle notti australi indica l'avanzata della stagione autunnale, mentre nell'emisfero nord, la parte settentrionale del Centauro e dello Scorpione che appaiono a sudest indicano l'imminente arrivo della stagione estiva.
A causa della precessione degli equinozi, il polo sud celeste si sta lentamente spostando in direzione della parte sudoccidentale dell'associazione, compresa fra la Croce del Sud e la Carena; entro poche migliaia di anni, quando il polo sud celeste punterà in direzione della Via Lattea e dell'asterismo della Falsa Croce, le stelle dell'associazione Scorpius-Centaurus avranno raggiunto il punto più meridionale. Con l'allontanamento dell'asse terrestre da quella regione di cielo, le costellazioni dello Scorpione e del Centauro assumeranno declinazioni sempre più settentrionali, fino a portarsi in parte anche a nord dell'equatore celeste.

## Caratteristiche

Gli spessi filamenti della Nube del Lupo, nell'omonima costellazione; questa e altre nubi scure circostanti sono il retaggio dell'antica nube molecolare che ha generato l'associazione.

La regione dell'associazione Scorpius-Centaurus rappresenta un ottimo esempio degli esiti di un processo di formazione stellare su media scala, in cui una nube molecolare gigante, dopo aver generato stelle di differenti masse, dalle più grandi (riunite in un'associazione OB) alle meno massicce, si disgrega, mentre il vento, emesso dagli stessi astri che ha generato, e le eventuali esplosioni in supernovae delle stelle più massicce, accumulano, compattano ed erodono i gas e le polveri residue dando origine ad altri fenomeni di formazione stellare, in questo caso più marginali. Il cosiddetto complesso Scorpius-Centaurus, legato all'associazione, comprende infatti un gran numero di piccole nubi minori, tutte localizzate ai bordi della stessa associazione stellare: le nubi più occidentali, orientate secondo l'inclinazione del gruppo stellare rispetto alla Via Lattea, comprendono la Nube del Camaleonte e la Nebulosa Sacco di Carbone, mentre l'estremità orientale, sulla stessa linea di vista del bulge galattico, comprende la Nube del Lupo, la Nube della Corona Australe e la Nube di Rho Ophiuchi, fino ad arrivare alla Nebulosa Pipa. In tutte queste regioni, ad eccezione di alcune nubi visibili in direzione della Mosca, sono attivi dei fenomeni di formazione di stelle di piccola massa ad un ritmo relativamente poco sostenuto.
Le tre grandi subregioni in cui appare divisa l'associazione sono quasi completamente prive di gas interstellare, il quale è stato completamente spazzato via; le stelle qui presenti mostrano anche un bassissimo tasso di estinzione, indice dello scarso oscuramento dovuto alle polveri. Attorno all'associazione si è così formata una complessa struttura ad anello, una bolla a bassa densità i cui bordi sono composti da idrogeno molecolare (H I), la cui massa si aggira sulle 300 000 M⊙ e potrebbe di fatto coincidere con ciò che resta della grande nube molecolare da cui ha avuto origine l'associazione stessa.
Rispetto ad altre regioni della Galassia più o meno coeve, l'associazione Scorpius-Centaurus ospita una maggiore percentuale di sistemi doppi o multipli, fino ad un tasso 1,16 volte superiore rispetto alla media; questa percentuale aumenta sensibilmente se si considerano le stelle di pre-sequenza principale di piccola massa, come le nane rosse. Uno studio condotto su quasi 200 componenti delle prime classi spettrali (ossia le stelle bianco-azzurre di classe B e A) situate prevalentemente nella parte più settentrionale dell'associazione, ha mostrato la presenza di 176 stelle compagne, delle quali almeno un'ottantina sono fisicamente legate alle stelle maggiori attorno alle quali sono state osservate. In media le masse di queste componenti stellari e substellari minori individuate variano da 0,03 a 1,2 M⊙.

## Formazione

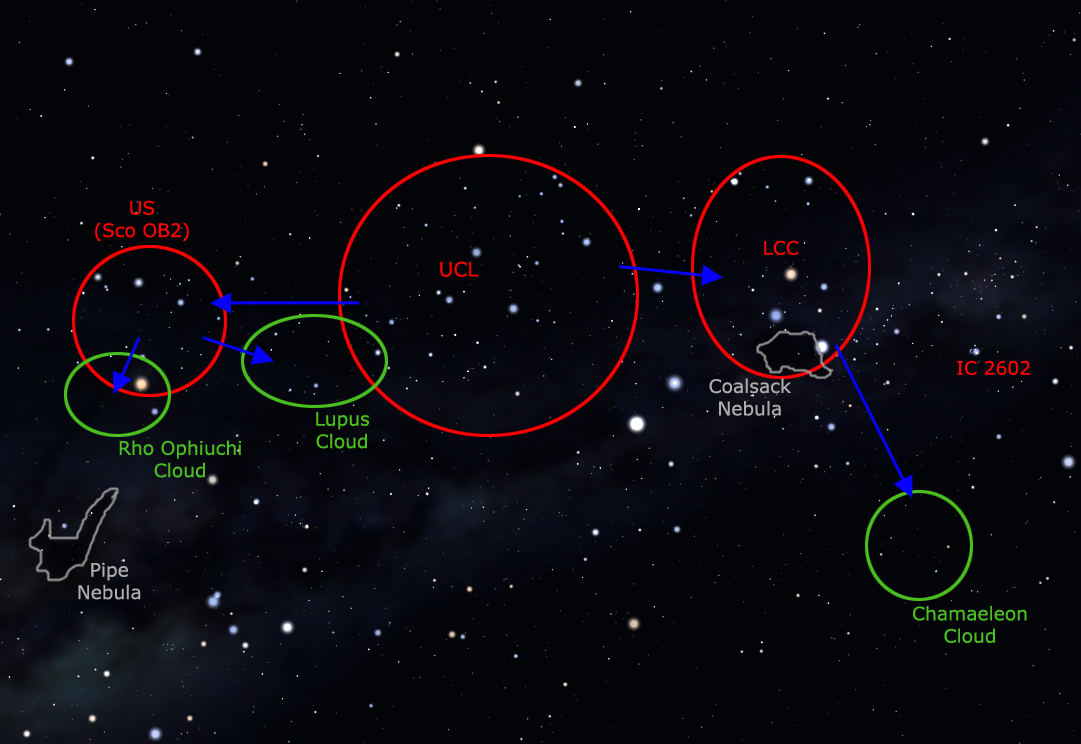
Le possibili dinamiche dei processi di formazione stellare che hanno portato alla nascita dell'associazione Scorpius-Centaurus. In rosso le aree in cui la formazione stellare si è esaurita, in verde quelle in cui è ancora attiva e in grigio le nubi inattive.

Le dinamiche che hanno portato alla formazione dei vari sottogruppi dell'associazione sono molto complesse e in parte non ancora conosciute; in particolare, sono noti i processi che hanno avuto luogo nella parte settentrionale dell'associazione, visibile in direzione dello Scorpione, mentre restano quasi completamente sconosciuti quelli che hanno generato i due sottogruppi più meridionali. Indicativamente si sa che l'età delle stelle dell'associazione aumenta proseguendo in direzione ovest, segno che i fenomeni di formazione stellare più antichi hanno avuto luogo principalmente nella regione occupata dalla costellazione del Centauro; è anche noto che le stelle poste a nord dell'equatore galattico hanno un'età minore (circa 12 milioni di anni) rispetto a quelle poste a sud (circa 17 milioni di anni). Inoltre, la parte meridionale risulta essere ad una distanza di 109 parsec, leggermente più vicina rispetto alla parte settentrionale, posta a 123 parsec.
Secondo alcuni modelli molto semplificati, la formazione stellare avrebbe avuto luogo inizialmente nella parte settentrionale del gruppo Centauro superiore-Lupo, circa 17 milioni di anni fa, e si sarebbe poi estesa in direzione sud, al gruppo Centauro inferiore-Croce, raggiungendo il culmine circa 12 milioni di anni fa; le nuove stelle sarebbero state concentrate inizialmente in piccoli ammassi e filamenti circondati da gas, contenenti decine o centinaia di stelle. Il gas residuo della nube molecolare progenitrice sarebbe stato successivamente spazzato via dall'azione combinata del vento stellare e dall'esplosione in supernova delle componenti più massicce, che hanno completato in tempi molto rapidi il proprio ciclo vitale. Circa 6 milioni di anni fa questi processi generativi si sono estesi alle nubi poste a sud dell'equatore galattico, in particolare nella regione della Nube del Camaleonte e delle stelle ε ed η Chamaeleontis.
A partire da 12 milioni di anni fa, la bolla originata dal vento emesso dalle giovani stelle del gruppo Centauro superiore-Lupo ha iniziato la sua espansione, forse accelerata ulteriormente dall'esplosione di qualche supernova in un momento successivo. Circa 5 milioni di anni fa la grande pressione generata dal fronte di espansione della bolla ha compresso la nube molecolare situata in corrispondenza dell'attuale gruppo di stelle che formano la testa dello Scorpione, generando la parte più giovane dell'associazione, il gruppo Scorpione superiore, catalogato anche come Scorpius OB2. Tramite la conoscenza della distanza fisica fra i due gruppi dell'associazione, pari a circa 60 parsec, è stato calcolato che la velocità di espansione di questa bolla è stata di circa 25 km/s.
L'ondata di formazione stellare che ha interessato la nube dello Scorpione settentrionale ha generato in totale circa 2500 stelle, fra le quali alcune particolarmente massicce, con una massa superiore alle 10 M⊙; queste stelle si sono rapidamente evolute esplodendo in seguito come supernovae, generando fra le altre anche la pulsar PSR J1932+1059; la potente onda d'urto generata dalle esplosioni ha spazzato via quasi completamente il gas residuo dell'antica nube molecolare, i cui resti sono visibili nei delicati filamenti noti come Sh2-1 e Sh2-7. L'onda d'urto ha investito l'adiacente Nube di Rho Ophiuchi nell'arco dell'ultimo milione di anni, favorendo in questa regione l'intensa attività di formazione stellare che è possibile osservare ancora oggi. La stessa onda d'urto potrebbe essere responsabile anche dell'avvio dei fenomeni di genesi stellare nella Nube del Lupo, in cui le componenti stellari più vecchie mostrano un'età inferiore a 1 milione di anni.

## Struttura
L'associazione Scorpius-Centaurus viene tradizionalmente suddivisa in tre gruppi, che mostrano età e caratteristiche leggermente diverse l'uno dall'altro. La sezione settentrionale è denominata Scorpione superiore (Upper Scorpius, abbreviata con la sigla US) e comprende tutte le stelle azzurre costituenti la parte nordoccidentale dello Scorpione, compresa Antares; la sezione centrale, la più estesa, è denominata Centauro superiore-Lupo (Upper Centaurus-Lupus, abbreviazione UCL) e comprende quasi tutte le stelle del Lupo e gran parte delle stelle settentrionali e centrali del Centauro. La parte più meridionale dell'associazione è indicata come Centauro inferiore-Croce (Lower Centaurus-Crux, sigla LCC); questa sezione giace sulla scia della Via Lattea e comprende la parte meridionale del Centauro con l'eccezione di α Centauri, e la Croce del Sud, esclusa γ Crucis. L'estremità sudoccidentale dell'associazione coincide col brillante ammasso delle Pleiadi del Sud.

### Scorpione superiore

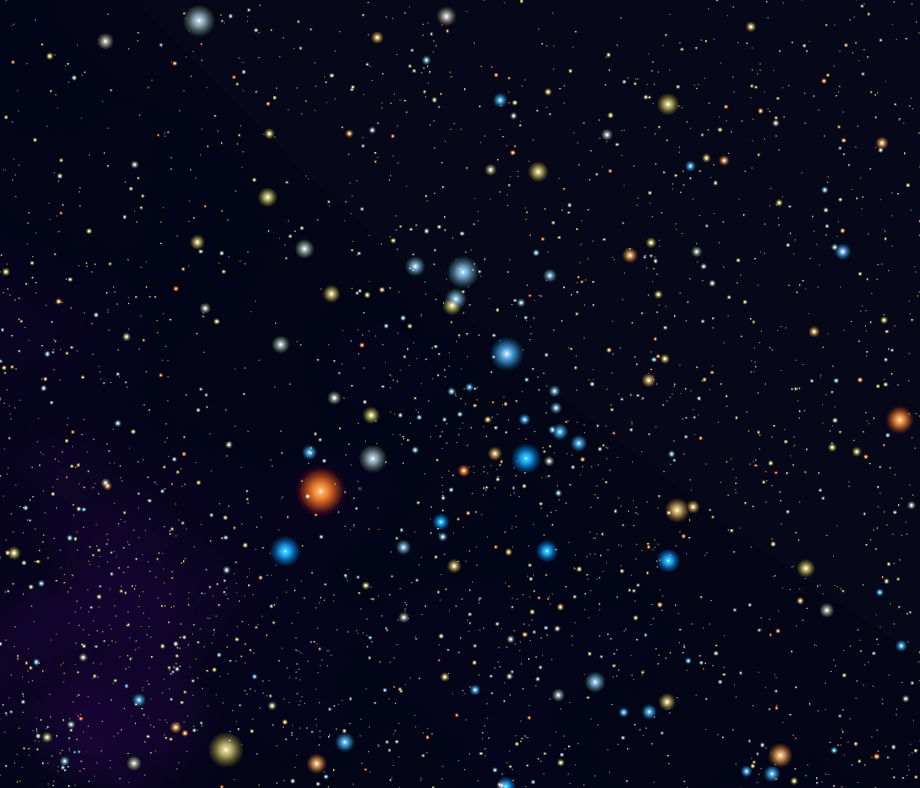
Il gruppo Scorpione superiore

L'associazione Scorpione superiore (US) è la parte più giovane dell'Associazione Scorpius-Centaurus; si è formata circa 5 milioni di anni fa e contiene circa 120 componenti stellari di grande massa disperse su una regione di 35 parsec che dista circa 145 parsec dal Sole. La classe spettrale di queste componenti varia fra B0.5 e G5 e la massima parte di esse giace sulla sequenza principale, sebbene vi siano alcune stelle già in una fase evolutiva avanzata, fra le quali spicca la supergigante rossa Antares (α Scorpii). Nonostante la giovane età del gruppo, nella regione non hanno attualmente luogo fenomeni di formazione stellare, attivi invece nell'adiacente Nube di Rho Ophiuchi. Le originarie componenti più massicce hanno già completato il loro ciclo vitale e sono già esplose come supernovae; fra queste, la più massiccia probabilmente è stata la progenitrice della pulsar PSR J1932+1059, esplosa circa 1,5 milioni di anni fa, la cui massa originaria doveva aggirarsi attorno alle 50 M⊙. Sebbene si sia speculato che questa stella fosse la compagna maggiore della stella fuggitiva ζ Ophiuchi, misurazioni successive fanno pensare che si tratti di due stelle separate fin dalla loro origine.
In aggiunta alle stelle di grande massa, sono state scoperte alcune centinaia di stelle di piccola e media massa, nonché alcune stelle T Tauri; alcune di queste stelle tuttavia non sono legate fisicamente all'associazione, ma fanno parte della regione di formazione stellare di Rho Ophiuchi. Una parte degli oggetti di piccola massa potrebbero ricadere nella categoria delle nane brune: la loro massa infatti è compresa fra 0,3 e 0,007 M⊙, e una dozzina di queste possiede una massa pari o inferiore alle 15 masse gioviane.
Attorno a questo gruppo sono presenti diversi veli nebulosi, osservabili in particolare nel settore sudoccidentale; la loro visibilità è data dalla vicinanza delle stelle azzurre e massicce, che li illumina facendo loro assumere una colorazione azzurrognola.

### Centauro superiore-Lupo

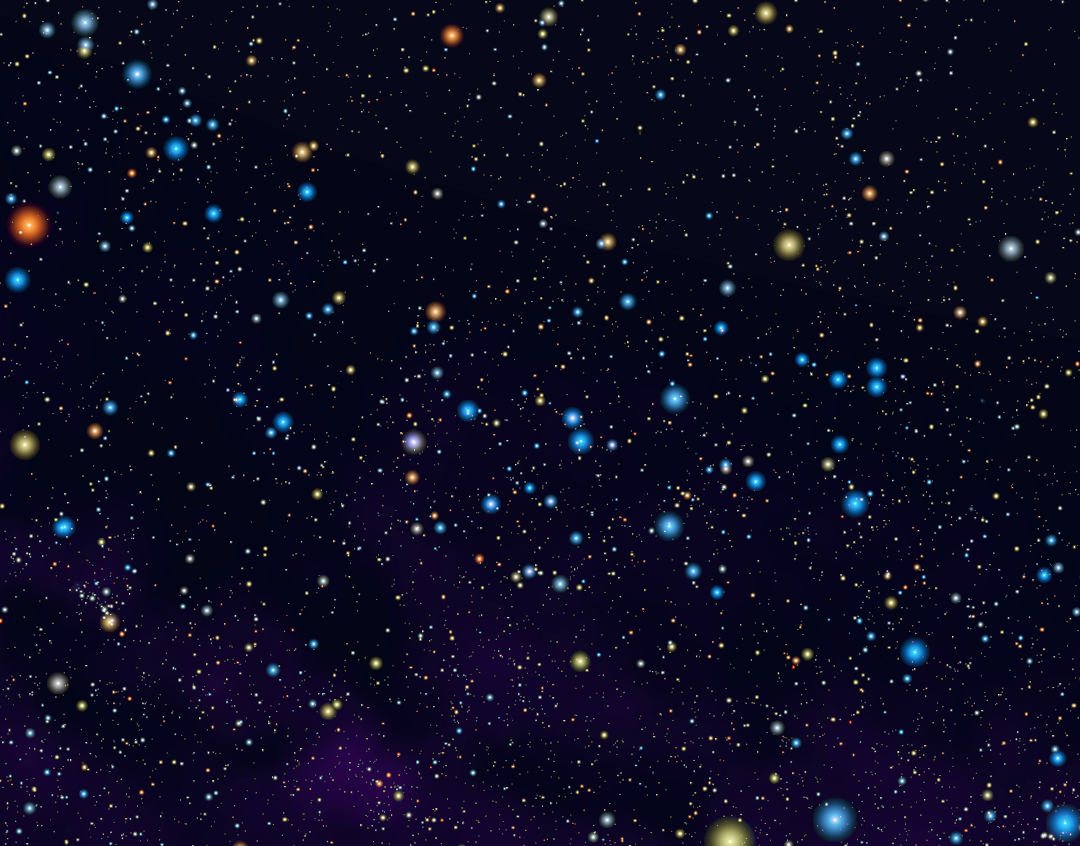
Il gruppo Centauro superiore-Lupo

Il gruppo Centauro superiore-Lupo (UCL) costituisce il corpo centrale dell'associazione; conta centinaia di componenti stellari di grande e media massa, molte delle quali sono ben visibili anche ad occhio nudo, che compongono la quasi interezza della costellazione del Lupo e parte dello Scorpione e del Centauro. A differenza del gruppo Scorpione superiore, lo studio di questo grande raggruppamento di astri è reso più difficoltoso da alcuni fattori: in primis, la sua posizione molto più prossima al piano galattico, che rende più complessa la corretta determinazione delle reali componenti fisiche del gruppo rispetto alle stelle di fondo; a questo si aggiunge la maggiore dispersione delle sue componenti stellari e la quasi totale assenza di stelle di pre-sequenza principale avvolte da nebulosità, a causa dell'età maggiore del gruppo. Infine, la sua declinazione fa sì che la parte di cielo in cui il gruppo giace sia ben visibile e studiabile solo dagli osservatori posti a latitudini australi o, quantomeno, tropicali. La misurazione della parallasse delle componenti di UCL indica una distanza compresa fra i 90 e i 200 parsec circa; questo cospicuo range è dovuto alla grande estensione in profondità del gruppo stesso, pertanto alcune componenti risultano essere più vicine e altre più lontane.
Le componenti più massicce del gruppo appartengono alla classe spettrale B e sono di magnitudine apparente compresa mediamente fra 2,0 e 3,5. Le componenti più orientali si trovano nella parte centrale dello Scorpione, in particolare la famosa coppia ottica formata dalle stelle μ1 e μ2 Scorpii; fra le componenti più massicce del gruppo spiccano α e β Lupi. Si tratta in gran parte di giganti azzurre e subgiganti blu, mentre, a differenza del gruppo Scorpione superiore, non sono presenti componenti delle classi spettrali inferiori. Tale assenza è spiegabile con l'età superiore del gruppo Centauro superiore-Lupo, stimata attorno ai 17 milioni di anni: le componenti più massicce facenti originariamente parte del gruppo sono infatti già esplose come supernovae nelle epoche passate; il resto di supernova associato a queste esplosioni coincide con una grande superbolla in espansione del diametro di 200 parsec, i cui bordi sono ben visibili nella banda dell'idrogeno neutro (HI). La potente onda d'urto generata dalle esplosioni, congiunta all'azione del vento stellare delle stelle più calde del gruppo, ha completamente dissolto l'originaria nube molecolare che le ha generate. Secondo alcuni studi, le supernovae esplose in questa regione che hanno fornito l'energia per l'espansione della superbolla visibile nell' HI sarebbero almeno sette.
La popolazione di stelle di piccola massa è stata rilevata specialmente verso la fine degli anni novanta, quando il lancio del satellite ROSAT ha permesso di studiare il cielo ai raggi X; l'attenzione si è concentrata sulla Nube del Lupo, adiacente al gruppo UCL. In questa regione nel 1997 sono state individuate 136 stelle con caratteristiche affini alle stelle T Tauri. Le stelle individuate in questa regione mostrano delle età diverse a seconda della loro posizione: le stelle disperse all'esterno della nube sono meno giovani di quelle note al suo interno; questa differenza di età, rispettivamente di 5-27 milioni di anni e 1 milione di anni, testimonia come queste appartengano a due popolazioni stellari distinte, originatesi quindi da nubi molecolari differenti.
Le componenti stellari di piccola e media massa di classe G e K (nane gialle come il Sole e arancioni), in gran parte in una fase di pre-sequenza principale, mostrano una grande quantità di litio. In base allo studio di oltre una cinquantina di queste componenti, è stata determinata un'età media compresa fra 15 e 22 milioni di anni.

### Centauro inferiore-Croce

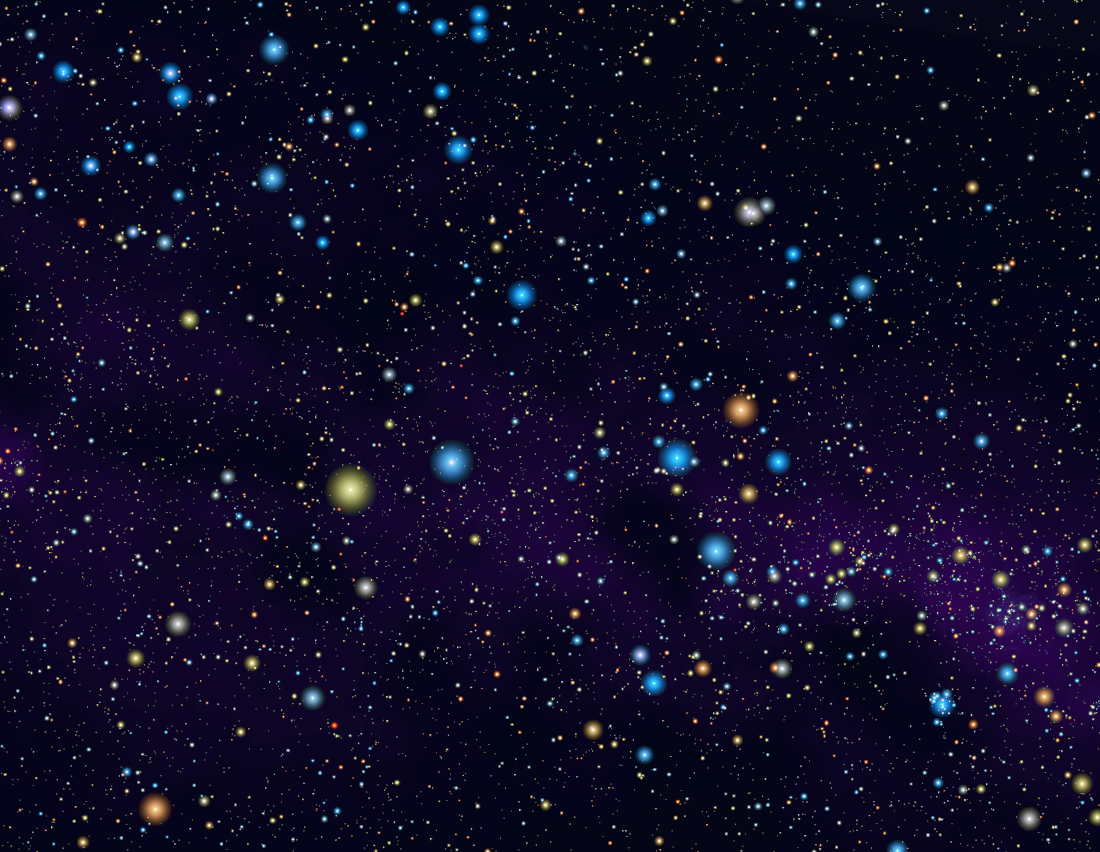
Il gruppo Centauro inferiore-Croce

Il gruppo Centauro inferiore-Croce (LCC) è la parte meno conosciuta e studiata dell'Associazione Scorpius-Centaurus, sebbene sia anche la più vicina: la sua distanza è stimata infatti attorno ai 118 parsec. Si estende nella parte sudoccidentale del Centauro e occupa l'area di cielo visibile in direzione della Croce del Sud e della Mosca, fino a raggiungere l'estremità nordorientale della Carena. L'età delle stelle del gruppo varia a seconda della loro posizione; le componenti della parte nordorientale, le più prossime al gruppo UCL, hanno un'età di circa 17 milioni di anni, assai simile quindi a quella del precedente gruppo. Le componenti più meridionali invece possiedono un'età inferiore, pari a circa 12 milioni di anni; ciò rivela che i fenomeni di formazione stellare si sono estesi da nord a sud.
La parte settentrionale presenta una densità maggiore rispetto alla parte meridionale, che appare invece più dispersa; fra le componenti di massa superiore diverse sono ben visibili anche ad occhio nudo, e anzi appaiono come stelle molto brillanti: fra queste vi sono sei stelle di grande massa, indicate come le "super Cen-Cru six", ossia Hadar, una delle stelle più brillanti del cielo, a metà fra questo e il gruppo precedente, Acrux, Mimosa, δ, ε e ρ Centauri; a queste si aggiungono altre stelle di facile osservazione, come γ Centauri, α e β Muscae. Alcune di queste stelle presentano comunque delle anomalie nel loro moto proprio e la loro sicura appartenenza all'associazione è ancora oggetto di studio. L'estremità sudoccidentale è rappresentata invece dall'ammasso aperto IC 2602. Fra le componenti di grande massa si contano pure due stelle Ae/Be di Herbig, catalogate con le sigle HD 100546 e HD 100453, rispettivamente di sesta e settima magnitudine; la loro età sarebbe di circa 10 milioni di anni e una delle due, HD 100453, sembra possedere una compagna di pre-sequenza principale di colore rosso (classe M), sebbene la sua presenza non sia stata confermata spettroscopicamente.
Nel gruppo sono note circa 120 componenti stellari di piccola massa, le cui magnitudini sono comprese principalmente fra l'ottava e l'undicesima magnitudine; si tratta in prevalenza di stelle di sequenza principale, di pre-sequenza principale e T Tauri appartenenti alle classi G e K (gialle e arancioni), individuate attraverso diversi studi condotti a partire dagli anni novanta tramite osservazioni effettuate tramite il satellite ROSAT.

## Ambiente galattico

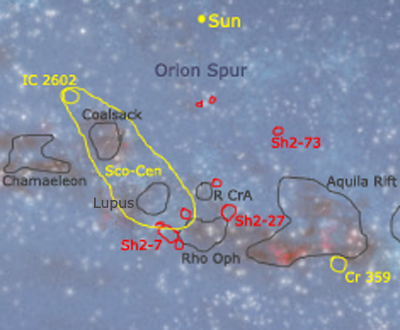
La regione galattica attorno all'Associazione Scorpius-Centaurus

L'associazione Scorpius-Centaurus viene a trovarsi sul bordo interno del Braccio di Orione e fa parte di un grande anello di stelle giovani denominato Cintura di Gould, che raggruppa diverse associazioni OB, fra le quali spiccano Vela OB2, Orion OB1, Perseus OB2 e Lacerta OB1. Rispetto al Sole, l'associazione Sco-Cen coincide con la parte più prossima di quest'anello.
All'associazione sono legati altri piccoli gruppi stellari che mostrano un'età simile fra loro; fra questi spiccano l'associazione di TW Hydrae, il gruppo di β Pictoris e l'associazione di Eta Chamaeleontis. Tutti questi gruppi, sebbene si trovino in prossimità dell'associazione, non ne sono a contatto fisico, e anzi il loro moto proprio indica che si stanno allontanando da essa; ciò significa quindi che in epoche relativamente recenti, dal punto di vista astronomico, si trovavano nella medesima regione. Una teoria suggerisce che questi gruppi, ora isolati e dispersi, si siano formati assieme all'associazione, ma in regioni periferiche della grande nube molecolare da cui sono nate anche le stelle del gruppo UCL.
Fra i gruppi stellari più prossimi al sistema solare vi è quello di TW Hydrae, posto alla distanza di 50 parsec; si tratta di un gruppo di stelle giovani, di età circa 16 milioni di anni, che proprio grazie alla sua vicinanza riveste grande importanza nello studio dei fenomeni di accrescimento che accompagnano la formazione stellare e planetaria: molte delle sue stelle, infatti, sono circondate da dischi protoplanetari e la loro fase evolutiva attuale è ritenuta cruciale per la successiva formazione di pianeti. Fra le sue componenti vi è la giovane nana bruna 2M1207, famosa per essere la prima stella attorno alla quale è stato osservato un pianeta extrasolare direttamente da Terra tramite la mappatura 2MASS (2M1207 b).
Sulla linea di vista dell'associazione Scorpius-Centaurus si trovano alcune stelle luminose e oggetti completamente estranei ad essa; fra le prime spicca α Centauri, la cui grande luminosità è dovuta esclusivamente al fatto che si tratta della stella più vicina al Sole, situata a soli 4 anni luce. A circa 88 anni luce (27 parsec) si trova invece γ Crucis, una gigante rossa che si sovrappone al gruppo LCC; entrambe le stelle presentano un grande moto proprio rivolto nella direzione opposta a quello dell'associazione: α Centauri si presenterà quasi sovrapposta ad Hadar entro 4000 anni, mentre in poche decine di migliaia di anni si troverà fuori dai confini del Centauro; γ Crucis seguirà lo stesso destino. Oltre a queste stelle, vi sono anche due nebulose che non appartengono all'associazione, sebbene si trovino allineate prospettivamente con esso; la più notevole è IC 2944, visibile a sudovest della Croce del Sud, in direzione del gruppo LCC: si tratta di una grande regione H II situata a circa 2000 parsec nel Braccio del Sagittario. La seconda è la Nube del Compasso, un denso agglomerato di gas non illuminato in cui sono attivi vigorosi fenomeni di formazione stellare; la sua distanza è pari a circa 700 parsec ed è visibile poco a sudest di α Centauri.